# ترزیانفلد
ترزیانفلد (به آلمانی: Theresienfeld) یک منطقهٔ مسکونی در اتریش است که در ناحیه وینر نوی‌اشتات-لاند واقع شده‌است. ترزیانفلد ۱۱٫۴۷ کیلومتر مربع مساحت دارد ۲۸۲ متر بالاتر از سطح دریا واقع شده‌است.